# Луговой (приток Тарын-Юряха)
Луговой — ручей в Оймяконском улусе Якутии, Россия. Длина 32 км. Берёт начало на южном склоне хребта Тас Кыстабыт. На 25 км от устья Тарын-Юряха впадает в него справа.
В нижнем, равнинном течении реки, на берегах произрастают одиночные деревья. У устья реку пересекает дорога, имеется мост.
Бассейн реки граничит с реками Болоной-Бютейдах, Усун, Баягап и ручьями Вершинный, Кривой по северную сторону хребта.

## Топографические карты
- Лист карты P-55-VII,VIII. Масштаб: 1 : 200 000. Состояние местности на 1978 год. Издание 1989 г.